# Hrvoje Ćustić
Hrvoje Ćustić (Zadar, 21. oktobar 1983 — Zadar, 3. april 2008) bio je hrvatski fudbaler, član NK Zadar.

## Biografija
Bio je talentovani fudbaler, igrao je na poziciji levog beka, ali u vremenu kada je Zadar vodio Stanko Mršić, igrao je u napadu zajedno sa Želimirom Terkešom. Prošao je i sve selekcije hrvatske mlade reprezentacije. Osim za Zadar, dve godine je igrao i za FK Zagreb, a mesec dana je proveo u Međimurju, da bi se nakon kratke avanture vratio u rodni Zadar.
Na prvenstvenoj utakmici protiv Cibalije, 29. marta 2008, Hrvoje je u dvoboju sa mladim Tomislavom Jurićem zaradio udarcem u betonski zid nagnječenje mozga i frakturu lobanje. Hitno je operisan iste večeri u zadarskoj bolnici. Sve je bilo predodređeno da se Hrvoje brzo oporavi i vrati uskoro na terene. No, stanje se pogoršalo 2. aprila naveče, praćeno visokom telesnom temperaturom, te je nastupila moždana smrt. Ujutro je umro, te je smrt službeno proglašena 3. aprila u 11.51.